# Museu de Belles Arts de Marsella
El Museu de Belles Arts de Marsella (Musée des beaux-arts de Marseille) és un dels principals museus de la ciutat de Marsella, a la regió de Provença-Alps-Costa Blava. Ocupa una ala del Palais Longchamp i mostra una col·lecció de pintures, escultures i dibuixos dels segles XVI al XIX.

## Història
El museu és un dels cinc creats pel Consolat el 1801 a les principals ciutats de França. La base de la recaptació va ser la confiscació per part dels revolucionaris de la propietat estatal després del decret consular de l'1 de setembre de 1800. Els successius dipòsits de béns estatals es van fer el 1814, 1817 i 1819 i durant la resta del segle xix. El 1856 el museu va adquirir la col·lecció Borély. El 1869 el museu es va traslladar a l'ala esquerra del Palais Longchamp. A partir de 2012 el museu es va tancar per reformes.

## Edifici
El museu es troba a l'ala dreta del Palais Longchamp, construït per l'arquitecte Henri-Jacques Espérandieu entre el 1862 i el 1869 per commemorar l'arribada a la ciutat de les aigües del riu Durance pel canal de Marsella. L'edifici ha estat designat Monument Històric. Una columnata connecta el museu amb la monumental font central del castell. L'edifici presenta una rica decoració escultòrica, inclòs el grup de la Durance de Jules Cavelier i quatre animals salvatges d'Antoine-Louis Barye a l'entrada. A les escales del museu hi ha dues pintures de Pierre Puvis de Chavannes: Marsella, porta d'entrada a l'Est i Marsella, una colònia grega.

## Col·leccions

### Pintures
La col·lecció de pintura inclou obres de les escoles francesa, italiana, espanyola i del nord (Flandes i Holanda).
- De l'escola francesa, la millor representada, hi ha pintures d'Eustache Le Sueur, Simon Vouet, Sébastien Bourdon, Charles Le Brun, Étienne Peson, algunes rares lones de l'escultor marseillà Pierre Paul Puget, altres de Philippe de Champaigne, Nicolas Mignard, Pierre Mignard, Louis Cretey, Charles de Lafosse, Alexandre-François Desportes, Hyacinthe Rigaud, Jean-Baptiste Oudry, Charles-Joseph Natoire, Jean-Marc Nattier, Charles-André van Loo, Hubert Robert, Claude Joseph Vernet, Jean-Baptiste Greuze, Joseph-Marie Vien, Élisabeth Vigée Le Brun, Jacques-Louis David i del segle xix per Théodore Chassériau, Charles-François Daubigny, Gustave Courbet, Jean-Baptiste Camille Corot, Jean-François Millet, Pierre Puvis de Chavannes, Honoré Daumier, etc.[2]
- També hi són presents un nombre significatiu de pintures italianes, incloses obres de Pietro Perugino, Giulio Romano, Jacopo Bassano, Giovanni Cariani, Giorgio Vasari, Lavinia Fontana i Cristofano Allori del segle xvi, i amb Annibale Carracci, Carlo Dolci, Guido Reni, Guercino, Gioacchino Assereto, Mattia Preti, Giovanni Benedetto Castiglione, Carlo Maratta, Giovanni Lanfranco, Luca Giordano, Giovanni Domenico Tiepolo (Le Christ et la femme adultère), i també Canaletto i Giovanni Paolo Panini (La Galerie de tableaux du cardinal Valenti Gonzaga) de els segles XVII i XVIII.
- Les pintures espanyoles de l'època daurada estan representades sobretot per Jusepe de Ribera i Antonio de Pereda.
- Les escoles del nord del mateix període estan representades per obres de Jan Brueghel el Jove, Peter Paul Rubens (Chasse au sanglier), Louis Finson, Jacob Jordaens, Frans Snyders i David Teniers el Jove.

## Galeria

Selected paintings in the museum
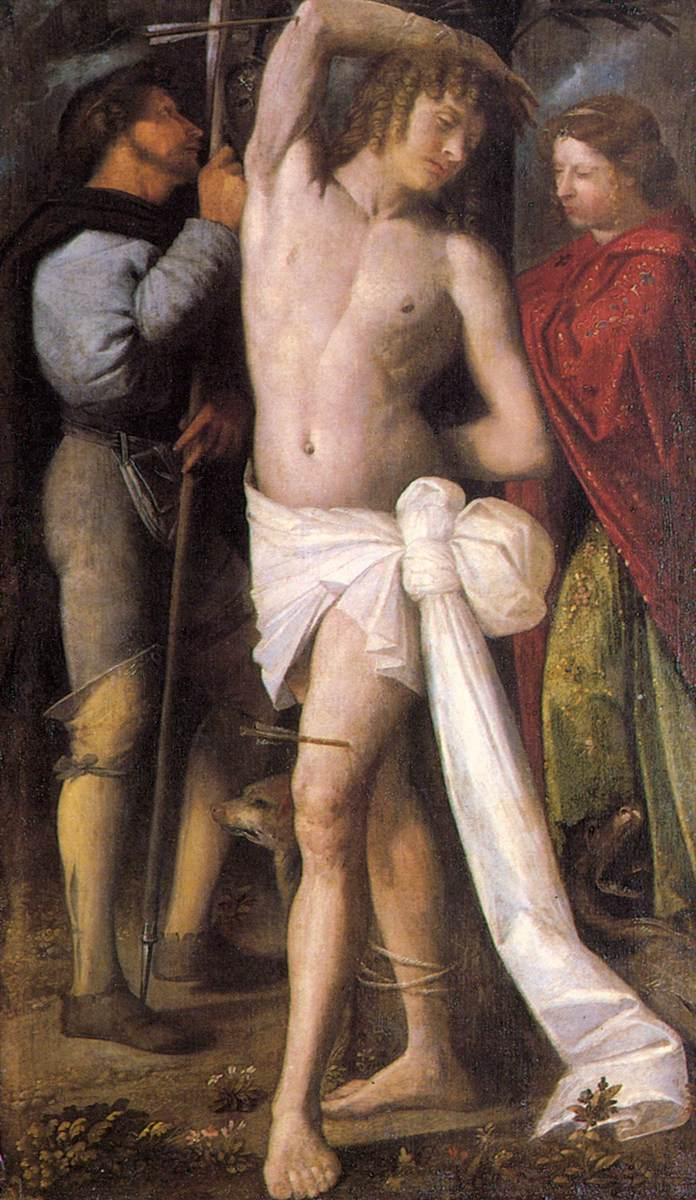
Giovanni Cariani, Sant Sebastià entre Sant Roc i Santa Margarida
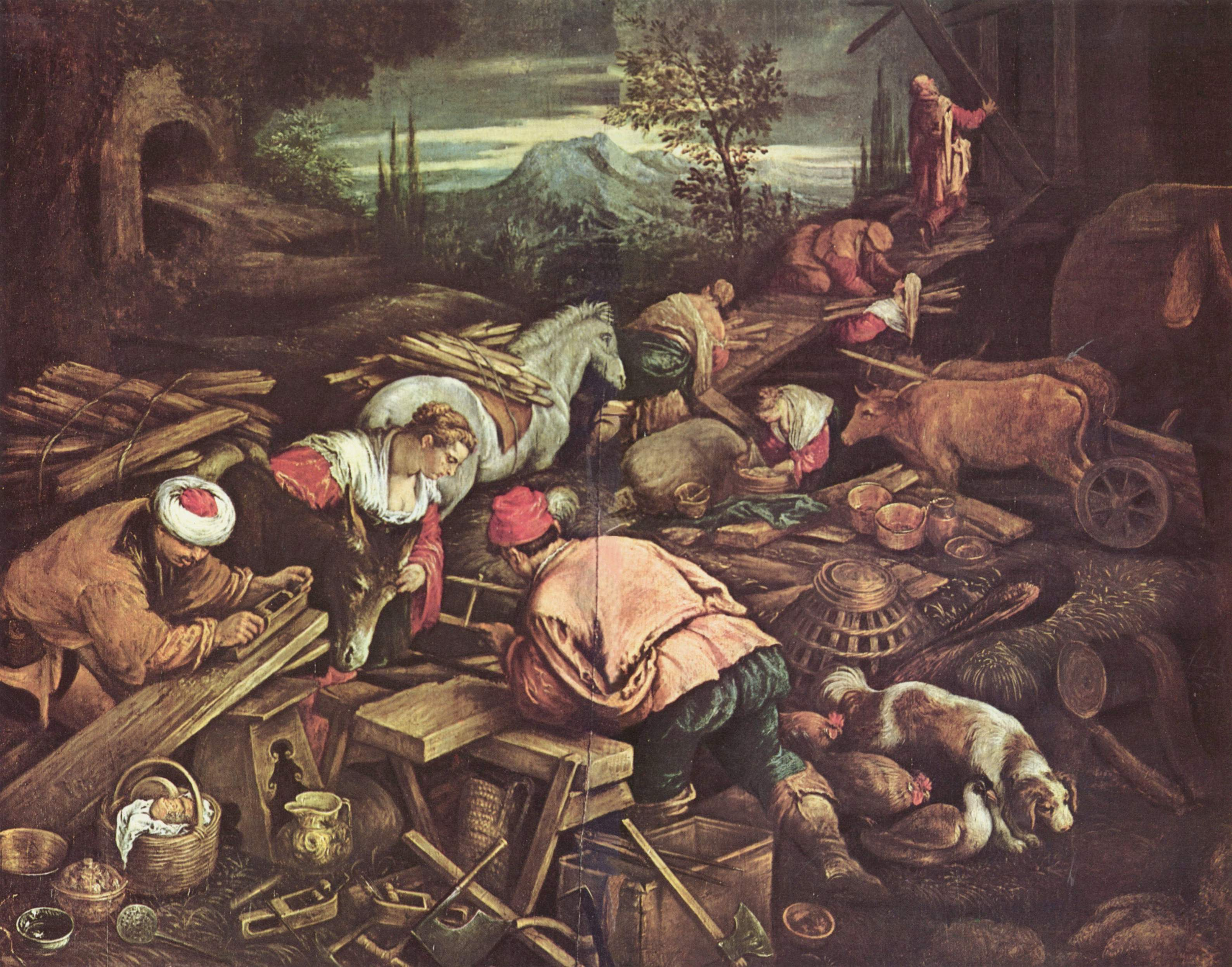
Jacopo Bassano, Construcció de l'Arca de Noè
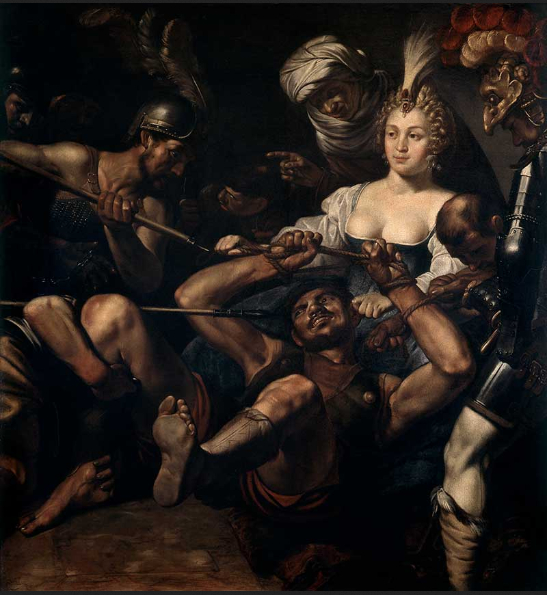
Louis Finson, Samsó i Dalila
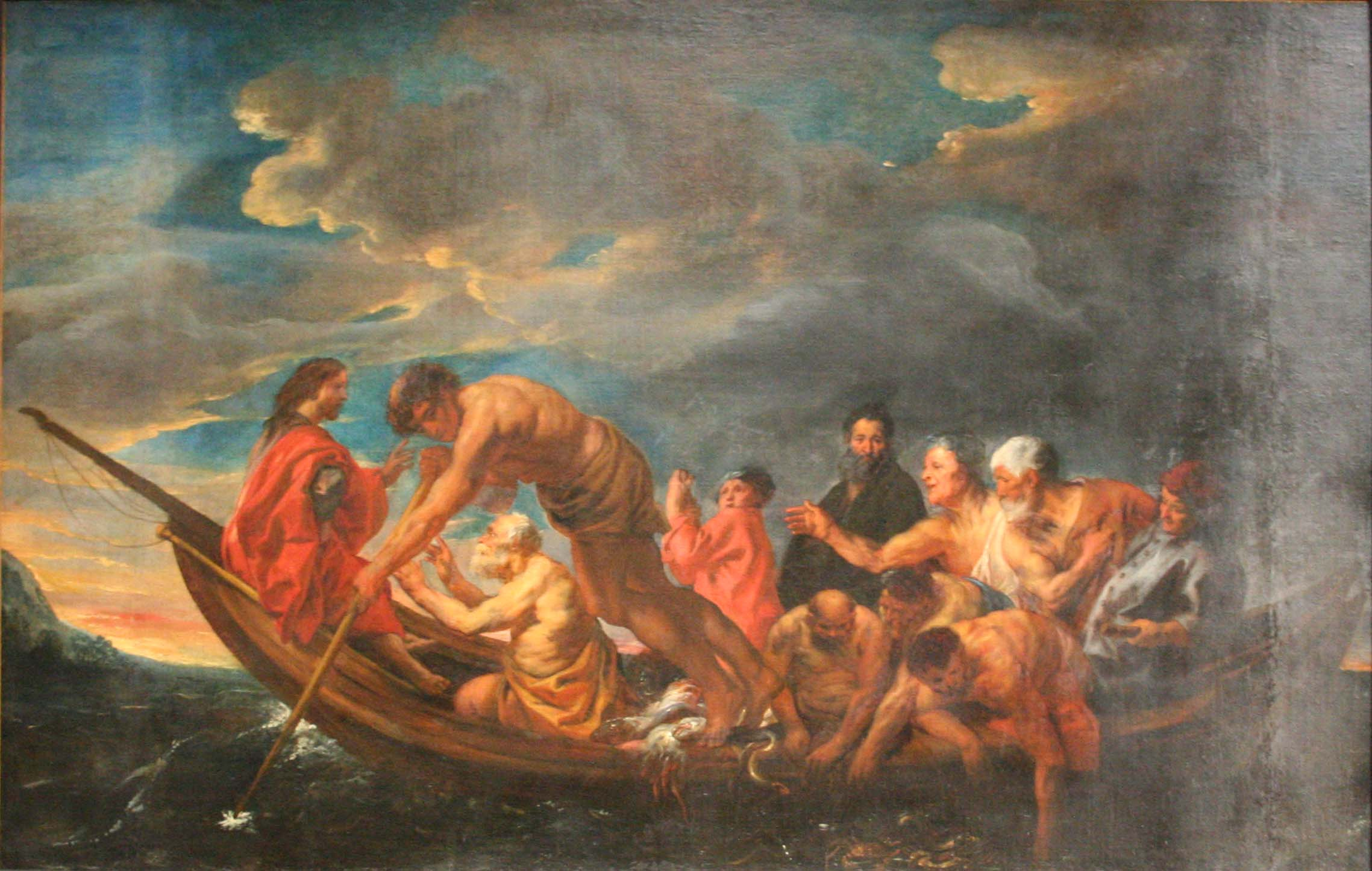
Jacob Jordaens, El miraculós calat de peixos
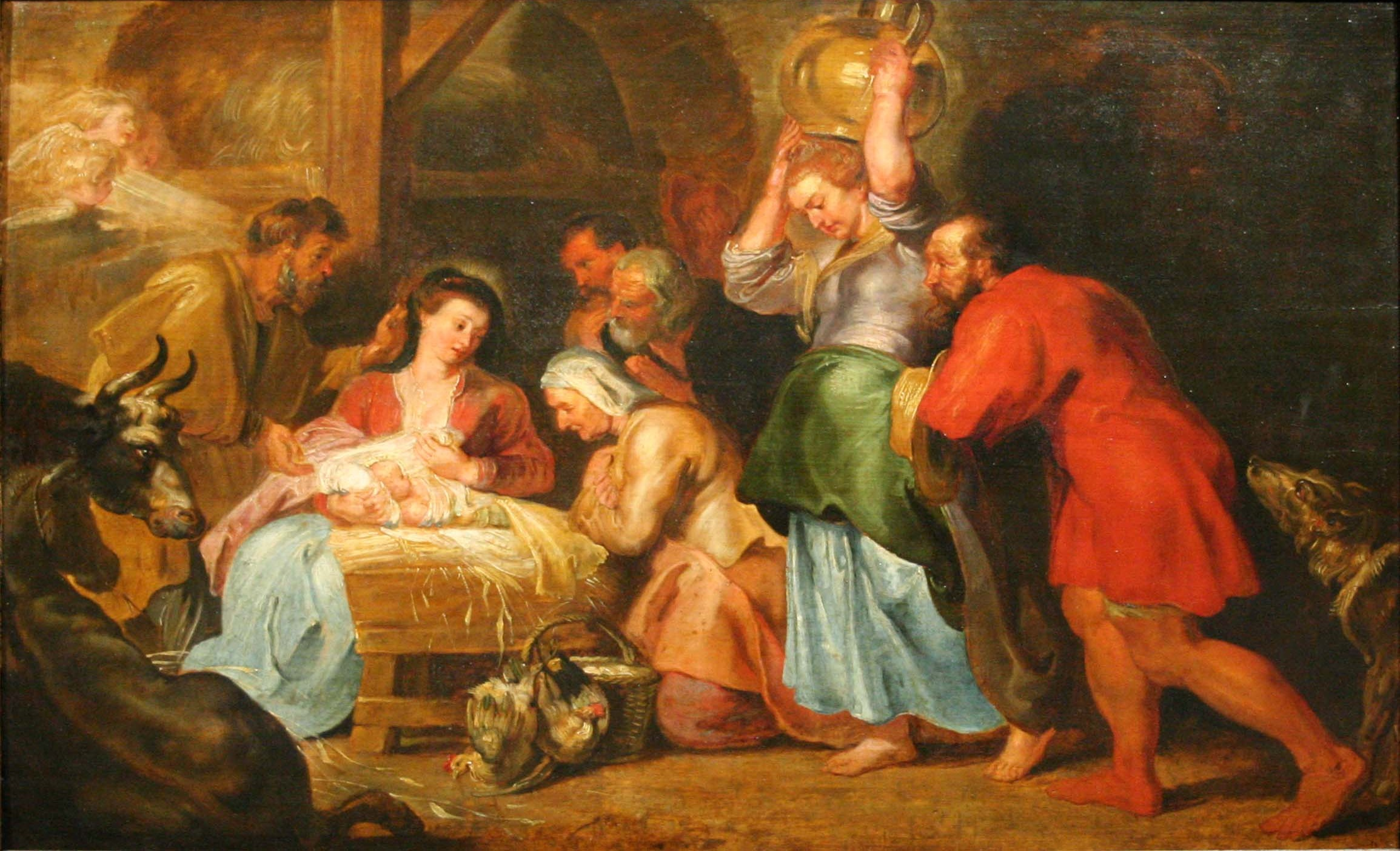
Peter Paul Rubens, Adoració dels pastors
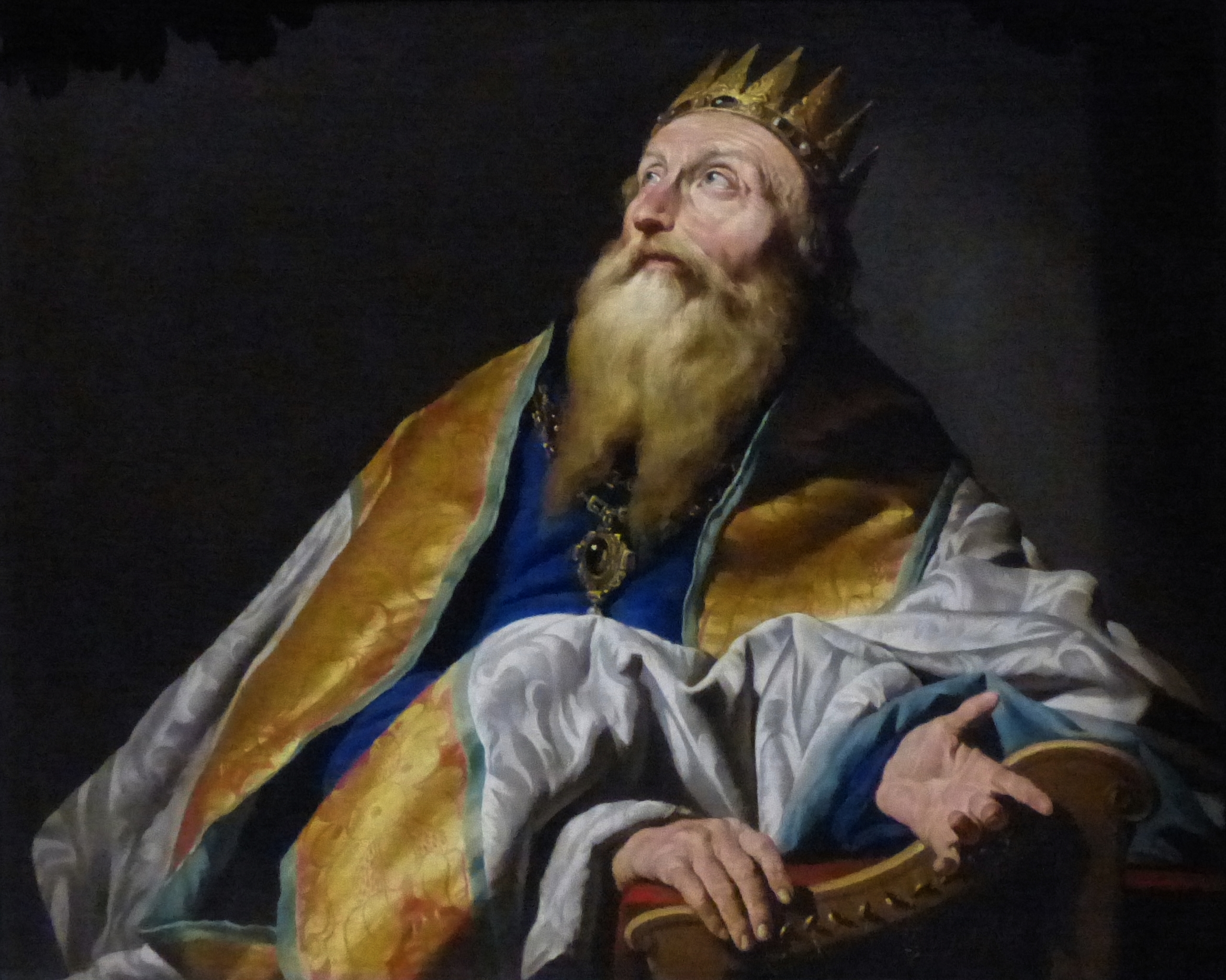
Matthias Stom, Rei David
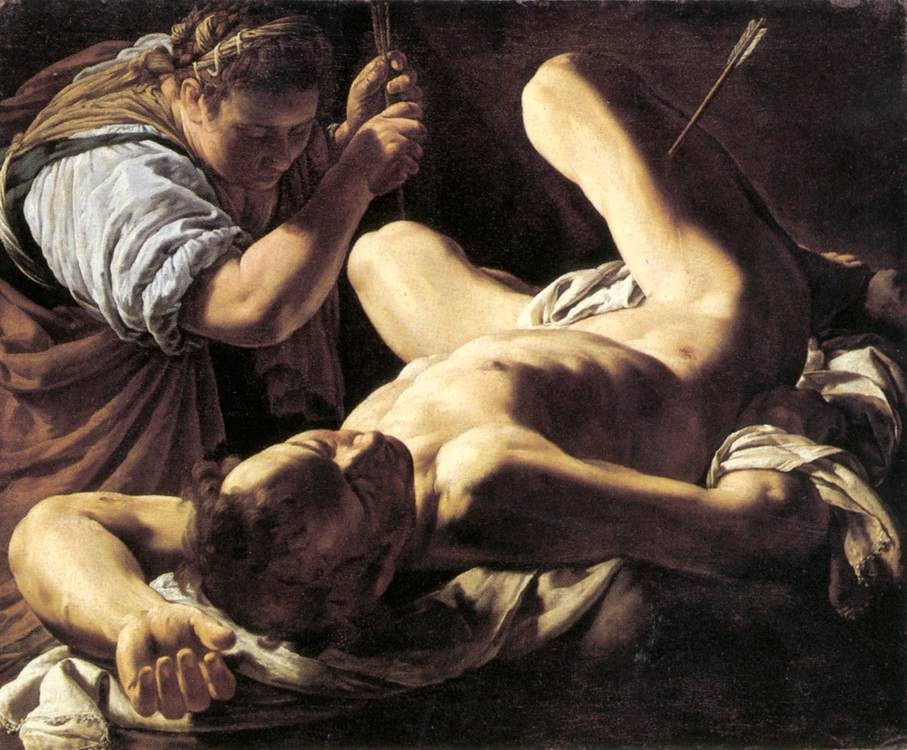
Marco Antonio Bassetti, Sant Sebastià atès per Santa Irene
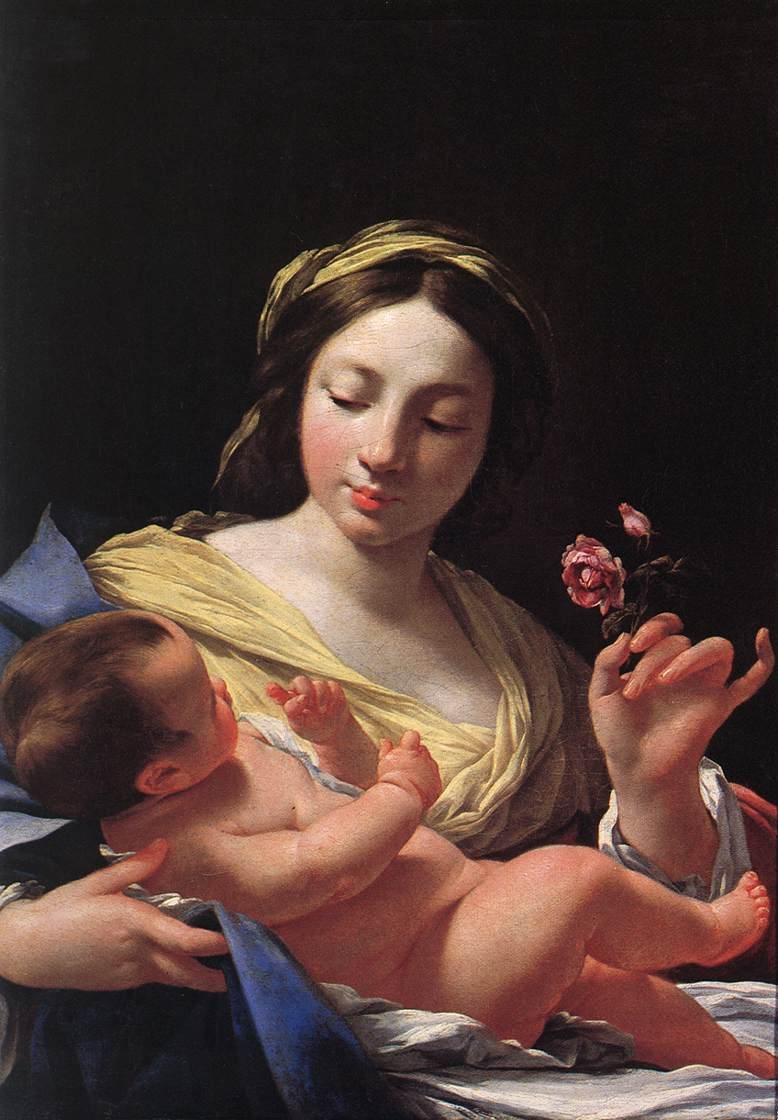
Simon Vouet, Madonna i el nen amb una rosa
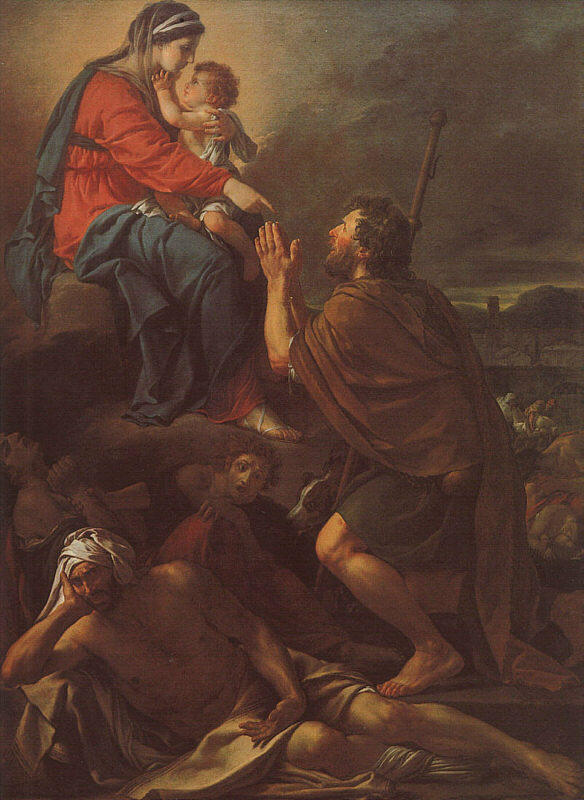
Jacques-Louis David, sant Roc intercedint amb la Verge
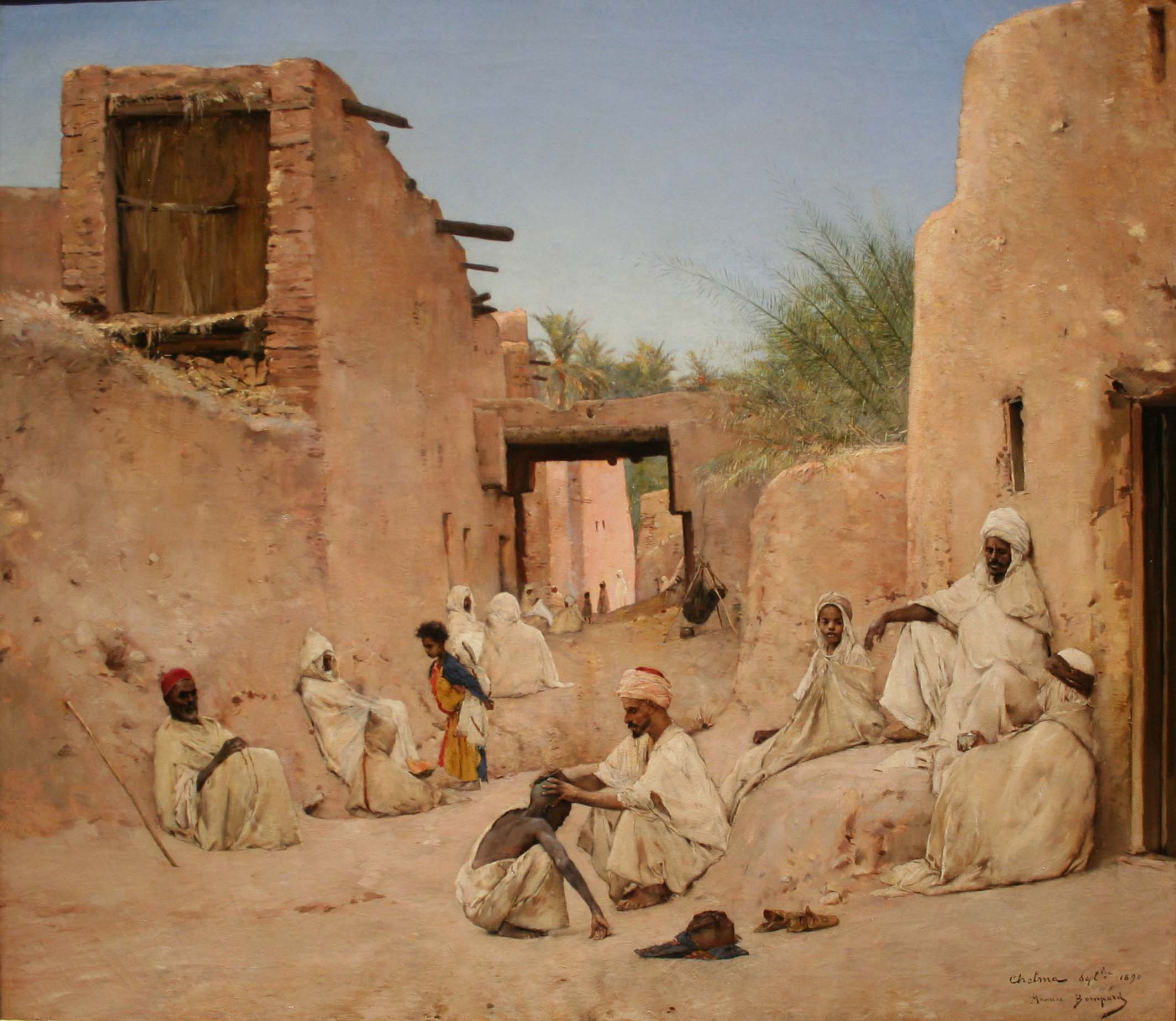
Maurice Bompard, Un carrer de l'oasi Chetma
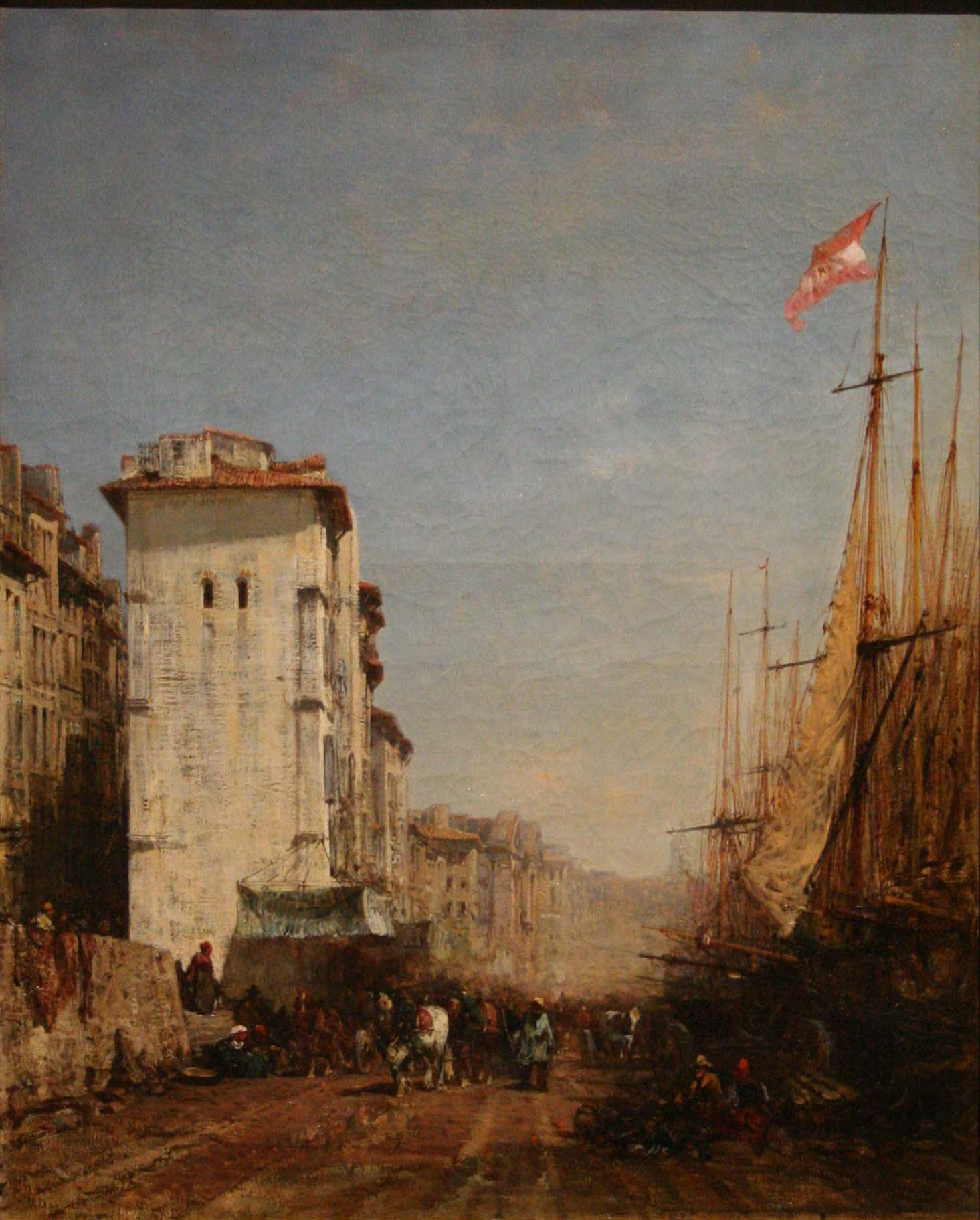
Félix Ziem Moll del port de Marsella

### Dibuixos
De l'escola francesa, hi ha una notable col·lecció de dibuixos de Pierre Paul Puget. L'escola italiana està representada amb dibuixos de Pontormo, Guercino, Giovanni Lanfranco, Salvator Rosa i amb vint-i-un dibuixos toscans del segle XVI i principis del XVII de Fra Angelico, Bartolommeo Bandinelli, Francesco Salviati, Baldassare Peruzzi, Il Sodoma i Giorgio Vasari.

Dibuixos selectes del museu
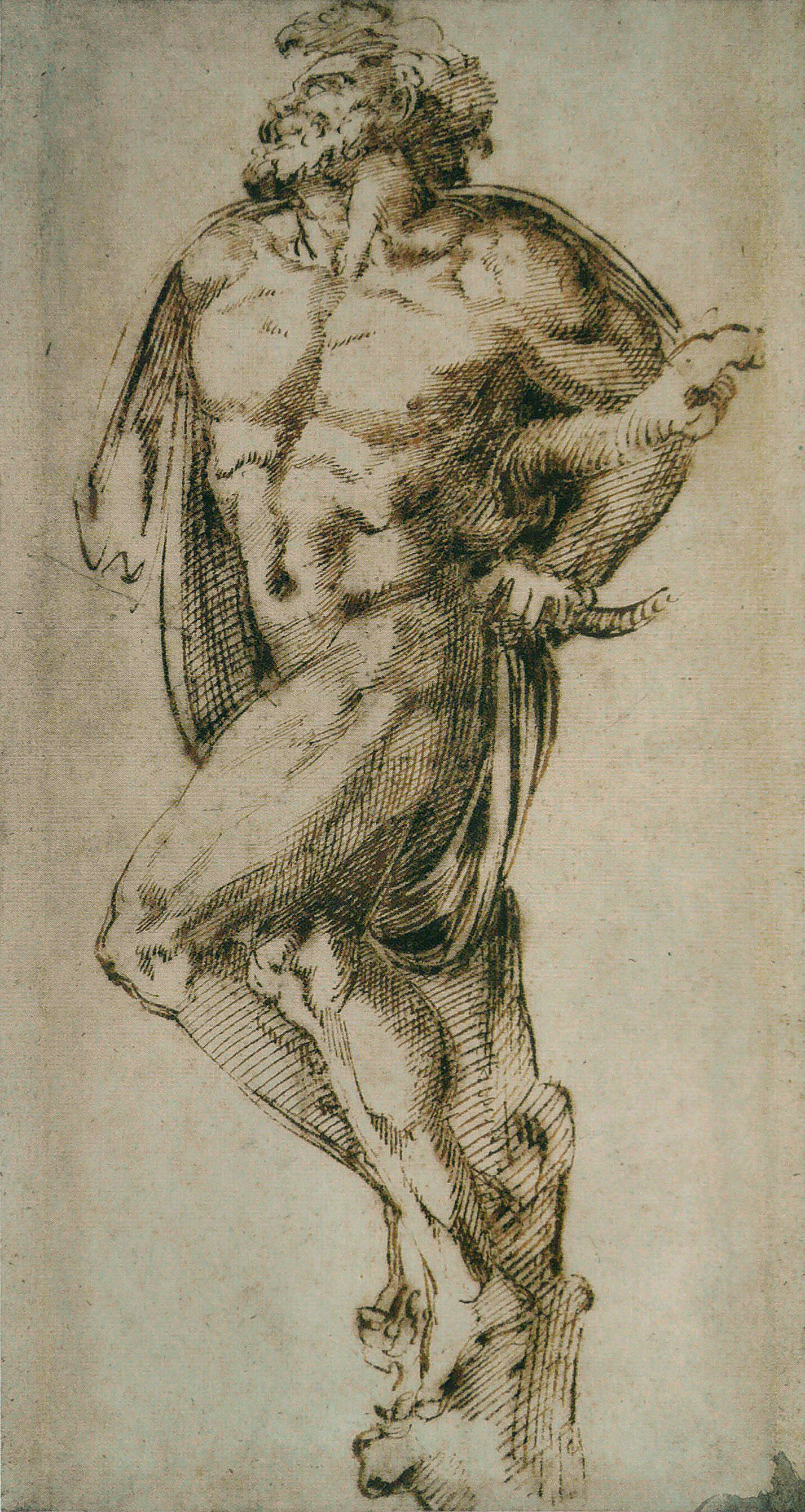
Bartolommeo Bandinelli, Estudi d'un lladre crucificat, segle XVI
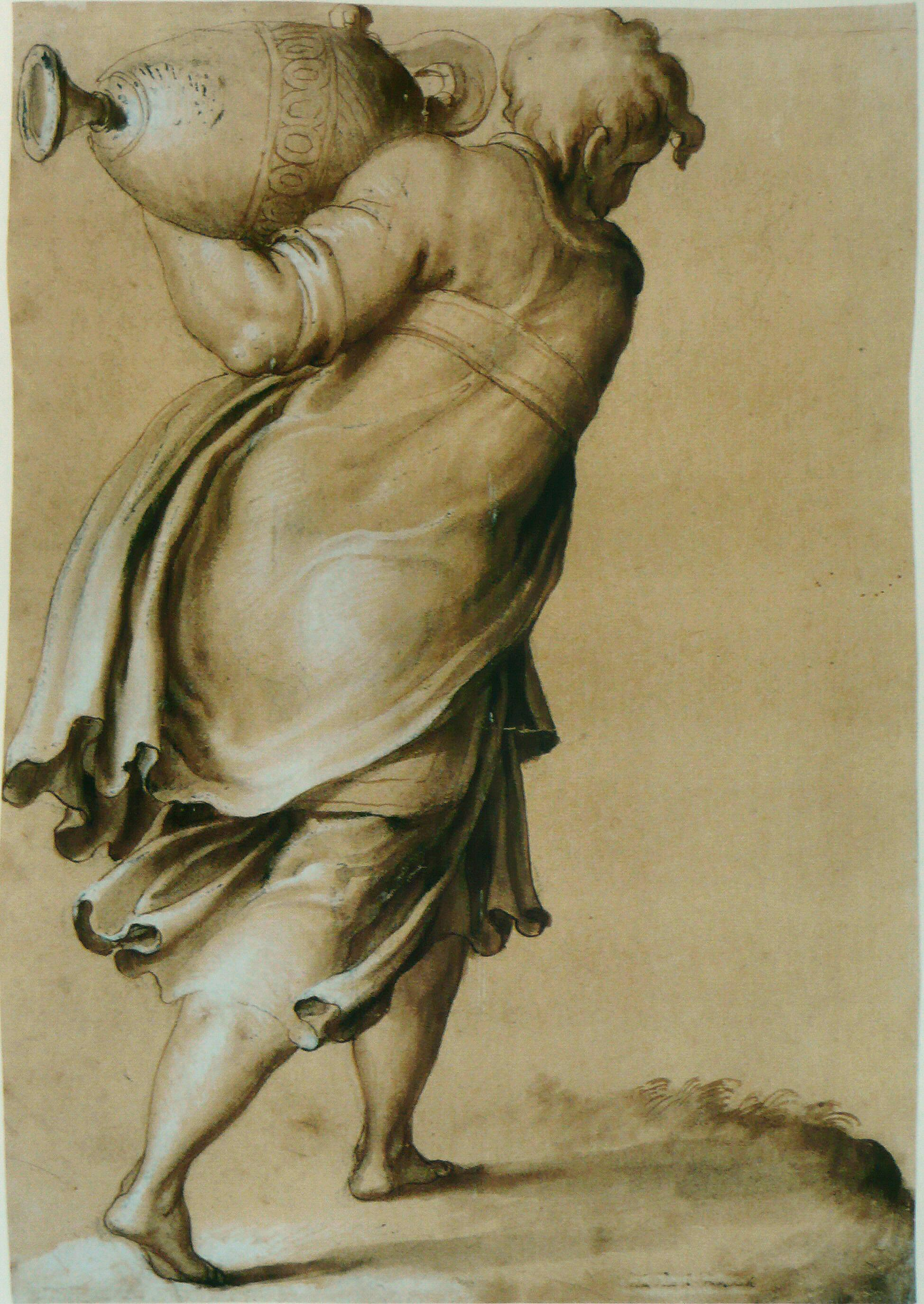
Francesco Salviati, home vist per la part posterior portant una urna, segle XVI
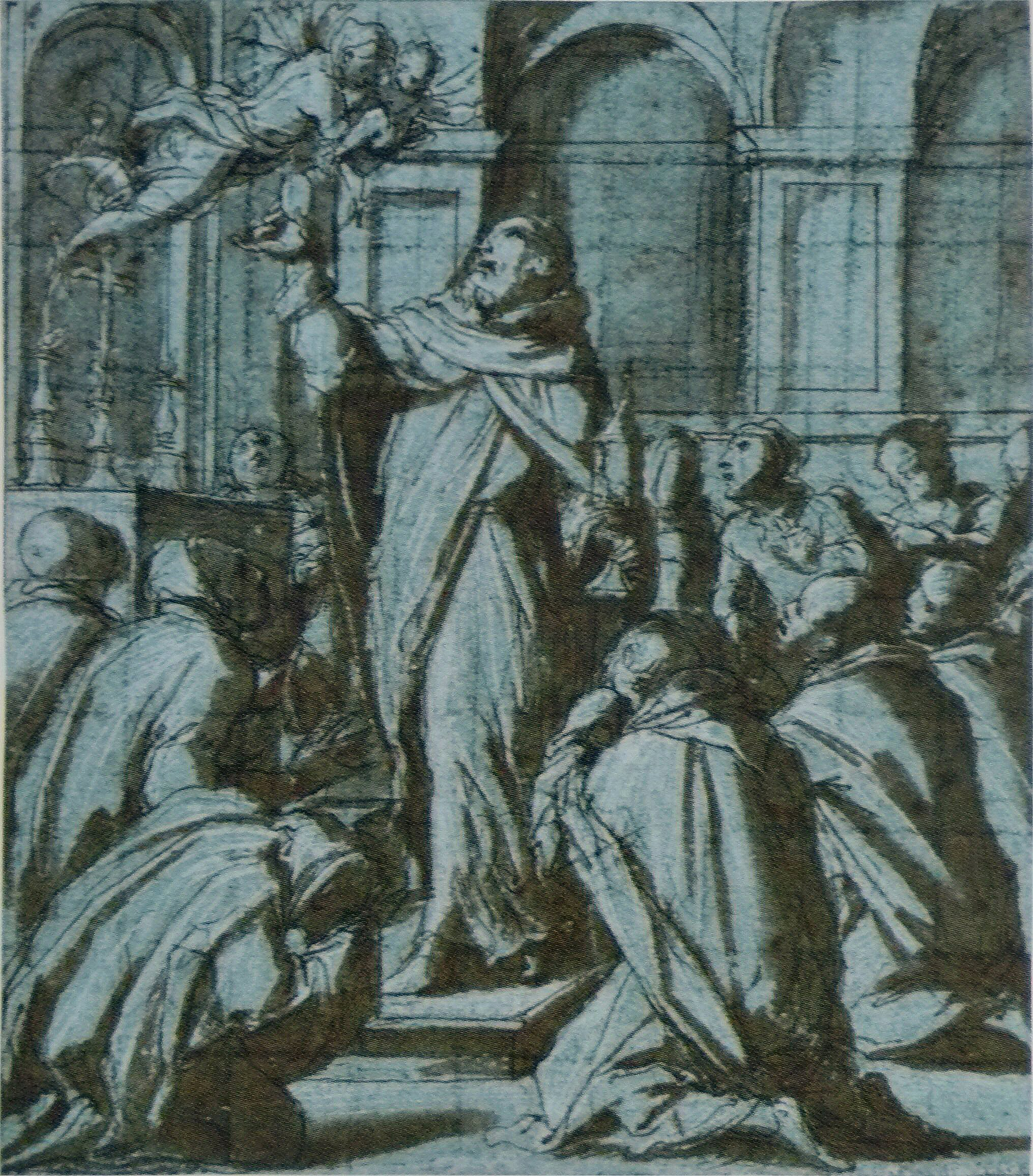
Giorgio Vasari, sant Pere de Verona exorcitzant un dimoni personificat per una Verge amb el Nen, anys 1570.
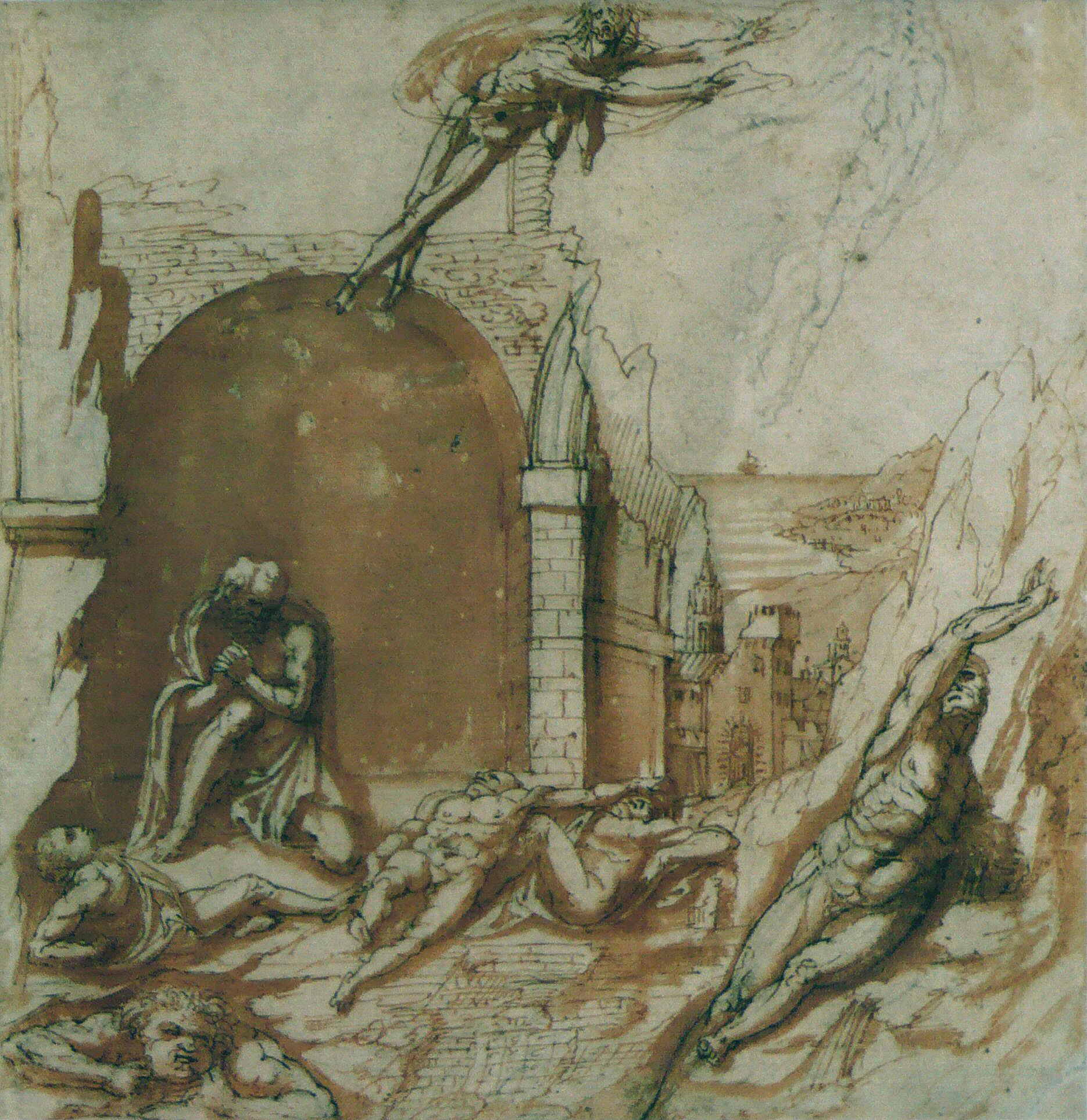
Pierino da Vinci, El comte Ugolino i els seus fills a la presó, visitat per Hunger, segle XVI

### Escultures
El museu compta amb una notable col·lecció d'escultures de Pierre Paul Puget (1620–1694), així com La Méditation, una obra mestra d'Auguste Rodin, que el mateix artista va oferir al museu.